# Tramway de Sassari
Le tramway de Sassari est un réseau de tramway qui dessert la ville de Sassari (Italie) et une partie de son agglomération. Totalisant une longueur d'environ 4 kilomètres, la première ligne a été inaugurée en 2006.

## Histoire
Le tramway de Sassari, deuxième agglomération de Sardaigne, est inauguré en octobre 2006, sous le nom de Metrosassari. La ligne unique mesure alors 2,45 km, dans un tracé uniquement urbain. Celle-ci est élargie en septembre 2009 de 2 km environ, reliant la gare de Sassari au quartier de santa maria di Pisa. Depuis 2010, le réseau est exploité par l'ARST (Azienda Regionale Sarda Trasporti, l'agence régionale sarde des transports).

## Réseau

### Ligne actuelle
Le réseau ne comporte qu'une seule ligne, d'une longueur de 4,3 km. Elle dessert le centre-ville sur une section urbaine de deux kilomètres, mais court également sur deux kilomètres sur des rails de trains, entre la gare de Sassari et le quartier de santa maria di Pisa: ainsi, on peut considérer cette ligne comme le premier tram-train d'Italie. La ligne comporte huit arrêts, dont sept sur sa section urbaine.